# José Tomás da Silva Quintanilha

Brasão de José Tomás da Silva Quintanilha, Barão de Paquetá.

José Tomás da Silva Quintanilha, primeiro e único barão de Paquetá (? — Rio de Janeiro, 1878), foi um político brasileiro.
Filho de José Tomás da Silva Quintanilha e Maria da Glória Soeiro de Sousa, casou-se com sua tia materna Joaquina Jansen Soeiro.
Formado em matemática pela Universidade de Coimbra, prestou relevantes serviços à Independência do Brasil, no Maranhão. Foi deputado provincial e também presidente da Companhia Brasileira de Paquetes a Vapor. Era oficial da Imperial Ordem do Cruzeiro e cavaleiro da Imperial Ordem de Cristo, foi agraciado barão em 22 de novembro de 1871.